# Castro Daire (gemeente)
Castro Daire is een gemeente in het Portugese district Viseu.
De gemeente heeft een totale oppervlakte van 379 km² en telde 16.990 inwoners in 2001.

## Plaatsen in de gemeente
- Almofala
- Alva
- Cabril
- Castro Daire
- Cujó
- Ermida
- Ester
- Gafanhão
- Gosende
- Mamouros
- Mezio
- Mões
- Moledo
- Monteiras
- Moura Morta
- Parada de Ester
- Pepim
- Picão
- Pinheiro
- Reriz
- Ribolhos
- São Joaninho